# Деннісвілл (Мен)
Деннісвілл (англ. Dennysville) — місто (англ. town) в США, в окрузі Вашингтон штату Мен. Населення — 300 осіб (2020).

## Демографія
Згідно з переписом 2010 року, у місті мешкали 342 особи в 154 домогосподарствах у складі 96 родин. Було 189 помешкань
Расовий склад населення:
| - 97,4 % — білих - 0,6 % — корінних американців |

До двох чи більше рас належало 2,0 %. Частка іспаномовних становила 1,8 % від усіх жителів.
За віковим діапазоном населення розподілялося таким чином: 19,9 % — особи молодші 18 років, 60,5 % — особи у віці 18—64 років, 19,6 % — особи у віці 65 років та старші. Медіана віку мешканця становила 48,6 року. На 100 осіб жіночої статі у місті припадало 87,9 чоловіків;  на 100 жінок у віці від 18 років та старших — 89,0 чоловіків також старших 18 років.
Середній дохід на одне домашнє господарство  становив 48 196 доларів США (медіана — 34 375), а середній дохід на одну сім'ю — 59 527 доларів (медіана — 49 375). Медіана доходів становила 52 250 доларів для чоловіків та 25 000 доларів для жінок. За межею бідності перебувало 16,1 % осіб, у тому числі 5,9 % дітей у віці до 18 років та 14,9 % осіб у віці 65 років та старших.
Цивільне працевлаштоване населення становило 120 осіб. Основні галузі зайнятості: освіта, охорона здоров'я та соціальна допомога — 32,5 %, транспорт — 15,8 %, сільське господарство, лісництво, риболовля — 15,0 %.